# تيد بافالو
تيد بافالو (بالإنجليزية: Ted Buffalo)‏ هو لاعب كرة قدم أمريكية أمريكي، ولد في 5 نوفمبر 1901 في Red Cliff, Wisconsin ‏ في الولايات المتحدة، وتوفي في 19 أغسطس 1969 في واشبرن في الولايات المتحدة.

## وصلات خارجية
- تيد بافالو على موقع مرجع كرة القدم المحترفة.كوم (الإنجليزية)